# Wenn Tote sprechen
Wenn Tote sprechen ist ein deutsches Stummfilmdrama aus dem Jahre 1917 mit Maria Carmi in der Hauptrolle.

## Handlung
Leonore von Radowitz ist eine schöne Adelige, die von ihrem Gatten Edgar angehimmelt und vergöttert wird. Umso tiefer sitzt der Schmerz, als eines Tages der Diener ins Zimmer stürzt und verkündet, dass er Leonore im Schlafzimmer tot aufgefunden habe. In der Folgezeit ist ihm Leonores Schwester Maria von Brion, die der Toten aufs Haar gleicht, eine emotionale Stütze, auch wenn Edgar den Tod seiner Gattin nicht verwinden kann. Wie ein Besessener versucht er, ihr Ableben zu begreifen, vertieft sich immer wieder in die Liebesbriefe, die man in der Hand der Verstorbenen gefunden hatte. Als in Edgars Schreibtisch derjenige Revolver gefunden wird, der Leonores Leben ein Ende setzte, schwelt in Maria der Verdacht, dass Edgar ein Gattinmörder sein könnte. Sie zeigt ihn an, und die Polizei verhaftet Edgar. Ehe er hinter Gittern verschwindet, gibt Edgar die Briefe in die Hände des alten Hausdieners zu sicheren Verwahrung und trägt diesem auf, dass niemand diese Briefe lesen dürfe. Als treuer Lakai weiß jener, was zu tun ist, und vergräbt die Schreiben im hauseigenen Park.
Maria besucht nun häufig die Grabstelle ihrer toten Schwester und ist jedes Mal erstaunt, dass sich darauf frische Blumen befinden. Ein finster blickender, junger Mann von asketischer Erscheinung ist es, der Tag für Tag zum Grab pilgert. Als sich eines Tages er und Maria an selbigem Orte begegnen, ist er geradezu schockiert, Maria zu sehen, gleicht sie doch der Toten wie ein Haar dem anderen. Dieser Mann heißt Richard Worth und fühlt sich seit beider erster Begegnung magisch zu Maria, in der er offensichtlich eine Art Reinkarnation Leonores sieht, hingezogen. Er gibt seine Bemühungen, ihre Gunst zu erlangen, auch dann nicht auf, als Maria ihm klarmacht, dass sie schon immer Edgar geliebt habe und schwer darüber hinwegkam, als dieser sich für Leonore als seine Ehefrau entschied. 
Der Tag des Prozessbeginns gegen Edgar von Radowitz ist gekommen. Alles in der Verhandlung spricht gegen ihn, und da der Angeklagte sich zu der ganzen Angelegenheit ausschweigt, sieht es nicht gut für ihn aus. Schließlich wird der alte Diener vernommen. Nach dessen Aussage geht ein vermummter Mann auf ihn zu und verspricht ihm, ein Dokument, das zweifelsfrei Edgars Unschuld beweisen könne, zu überreichen, wenn der alte Diener ihm, dem Unbekannten, dafür die verbuddelten Briefe aushändigen würde. Schweren Herzens stimmt der Diener diesem Kuhhandel zu und eilt mit dem erhaltenen Dokument zum Gericht zurück. Das Schriftstück ist nichts anderes als ein Brief, den die Tote dem Unbekannten geschrieben hatte und in dem sie ihren eigenen Selbstmord ankündigte. Edgar wird freigesprochen, doch er wäre lieber hinter Gittern geblieben, als vor der Öffentlichkeit mit der „Schande“ leben zu müssen, dass seine Gattin erst einen Liebhaber und dann sich auch noch umgebracht hatte.
Zornig sucht er nach demjenigen Mann, den er, Edgar, als Zerstörer des ehelichen Glücks ansieht. Noch ahnt er nicht, dass dieser Mann Richard Worth ist, der sich derzeit heftig um Maria bemüht. Edgar sucht überall, nur nicht dort, wo er fündig werden könnte. Und so hat Worth freie Bahn, um Maria endlich dazu zu bringen, ihm ihr Jawort zu versprechen. Richard will mit seiner Vergangenheit rund um Leonore abschließen und wirft die vom Diener erhaltenen Briefe ins Feuer. Doch Maria kann einige halbverkohlte Exemplare retten und verschlingt die Inhalt. Jetzt kennt sie den gesamten Sachverhalt. Edgar kehrt zurück, und Maria sagt ihm, dass der Mann, den er die ganze Zeit gesucht habe, Richard Worth sei. Wutentbrannt will der gehörnte Witwer sich auf den einstigen Nebenbuhler stürzen, doch Maria schlichtet. Sie bittet Edgar vor den Augen Richards, an ihm, dem Witwer, all das gutmachen zu dürfen, was seine einstige, treulose Gattin durch ihren Ehebruch zerstört hatte. Einer Ehe zwischen Edgar und Maria steht jetzt nichts mehr im Wege.

## Produktionsnotizen
Wenn Tote sprechen entstand im April und Mai 1917 im Bioscop-Atelier in Neubabelsberg und besaß vier Akte, verteilt auf 1482 Metern Länge. Der Film passierte die Zensur im Juni 1917, die Uraufführung erfolgte am 27. Juli 1917 in Berlins Tauentzienpalast.
Die Filmbauten entwarf Robert A. Dietrich, ausgeführt von Artur Günther. Hanns Lippmann war Herstellungsleiter.
Dasselbe Team (Regisseur Reinert, Produzent Lippmann, Filmarchitekt Dietrich und die drei Hauptdarsteller) hatte im Jahr zuvor für die Deutsche Bioscop das Melodram Der Weg des Todes gedreht.

## Kritiken
„Ein Maria Carmi-Film, dessen Kritik in die Worte zusammengefaßt werden kann, daß er das Beste vom Besten bedeutet. Durch die dramatische Handlung zieht sich ein Hauch von Trauer und Elegie, der ungeheuer stimmungsvoll wirkt. Die schwere, düstere Pracht des Schlosses, in dem die Handlung spielt, bildet den ernsten Rahmen zu den dramatischen Vorgängen, die sich im Gemüte tief und leidenschaftlich angelegter Naturen abspielen. Die Krone des Ganzen bildet aber die mustergiltige Darstellung. (…) Maria Carmis große Kunst reißt uns zu wahrem Enthusiasmus hin.“

Der Kinematograph lobte Maria Carmis tiefgehendes künstlerisches Gefühl, nannte sie als die derzeit bedeutendste Filmschauspielerin des Landes und bezeichnete Carl de Vogt als ihr ebenbürtig. In einer weiteren Ausgabe derselben Publikation hieß es drei Wochen später, dass bei diesem Film ein großer Vorteil in der Tatsache stecke, dass eine komplizierte und wahr am Leben orientierte Geschichte in zutiefst reale Bilder gefasst wurde.